# Matty Cardarople

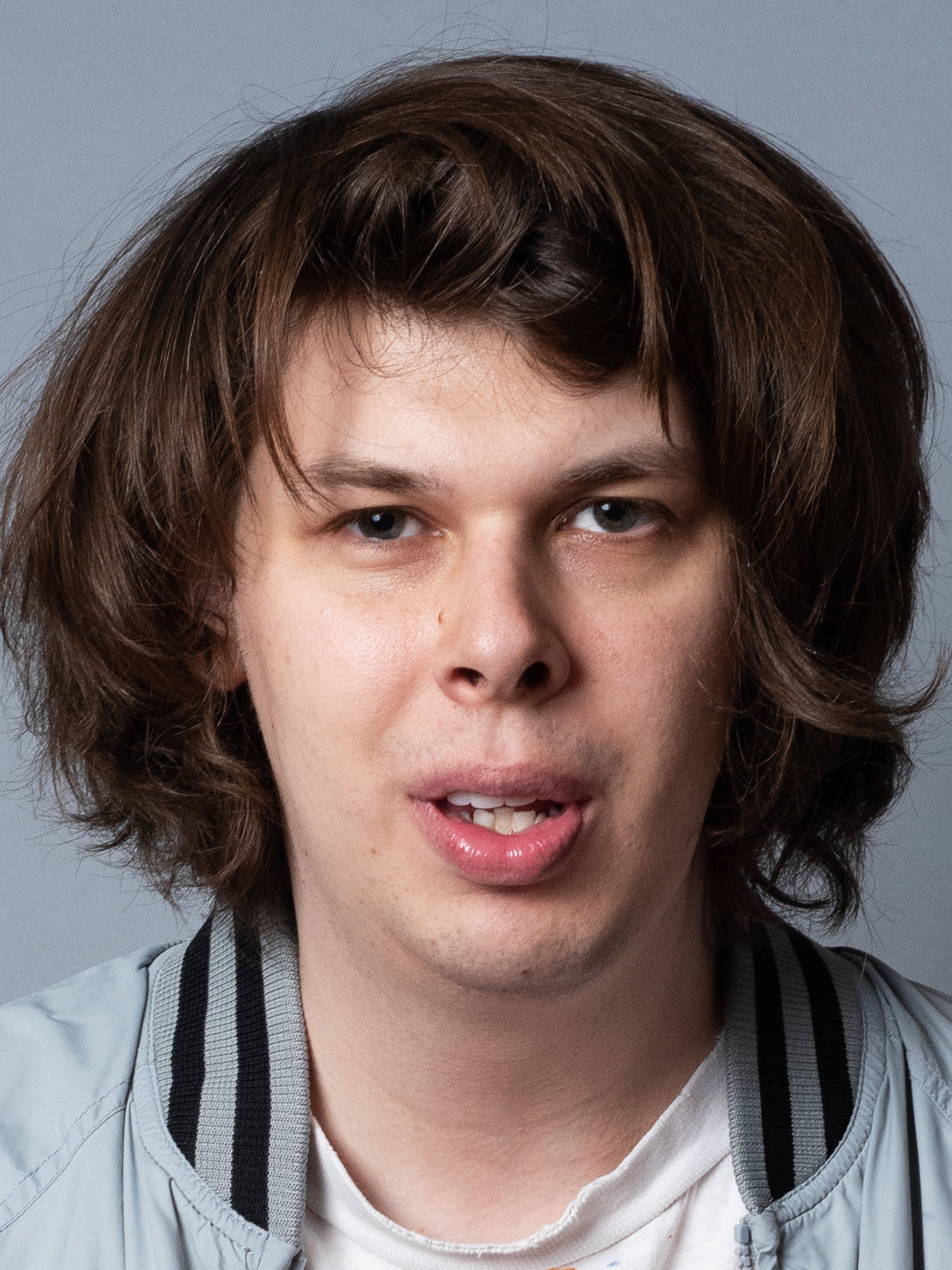
Matty Cardarople, 2018

Matthew Richard „Matty“ Cardarople (* 9. Februar 1983 in Exeter, New Hampshire) ist ein US-amerikanischer Schauspieler, der durch seine Nebenrollen in den Netflix-Serien Eine Reihe betrüblicher Ereignisse und Stranger Things Bekanntheit erlangte.

## Leben und Karriere
Matty Cardarople stammt aus dem US-Bundesstaat New Hampshire und ist Absolvent der New York Film Academy am Standort Los Angeles. In seiner Schulzeit war er Opfer von Mobbing und fühlte sich stets als Außenseiter. Auch die Scheidung seiner Eltern traumatisierte ihn schwer. Er gibt Jim Carrey als Inspiration an, den Weg als Schauspieler gewählt zu haben. Nach dem Absolvieren der Academy war er eine Zeit lang der Assistent des Schauspielers Luke Wilson.
Cardarople gab sein Schauspieldebüt vor der Kamera 2007 mit einer kleinen Rolle im Film Blonde Ambition. Nachdem er in der Folge in einigen Kurzfilmen auftrat, konnte er bald auch in Gastrollen im Fernsehen zu sehen sein. Seine Auftritte umfassen etwa Scrubs – Die Anfänger, You’re the Worst, Chasing Life, Ray Donovan, New Girl oder Angie Tribeca. Auch in einigen mehr oder weniger erfolgreichen Filmen war Cardarople in Nebenrollen zu sehen, so etwa in Drillbit Taylor – Ein Mann für alle Unfälle, Absolute Evil oder Dumm und Dümmehr.
Größere Bekanntheit erlangte er durch seine Rolle ab 2015. So spielte er in Jurassic World eine kleine Nebenrolle als Gyrospheren-Operator, die eine der Lieblingsrollen von Produzent Steven Spielberg aus dem Film war. 2016 spielte er einen Barkeeper in Jahrhundertfrauen, im Jahr darauf folgten Nebenrolle in The Big Sick und Logan Lucky. Der Durchbruch gelang ihm 2017 mit der Rolle des Handlanger undefinierten Geschlechts aus der Netflix-Serie Eine Reihe betrüblicher Ereignisse und als Arcadeangestellter Keith aus der zweiten Staffel von Stranger Things.
Cardarople wird aufgrund seiner Erscheinung häufig auf verschrobenen, gelangweilt wirkenden Figuren besetzt. Neben seiner Schauspieltätigkeit, hat er auch bei einigen Kurzfilmen und Videos Regie geführt und diese auch produziert.

## Filmografie (Auswahl)

### Filme
- 2007: Blonde Ambition
- 2008: The Only Girl (Kurzfilm)
- 2008: Drillbit Taylor – Ein Mann für alle Unfälle (Drillbit Taylor)
- 2009: Absolute Evil
- 2009: David Lynch and Crispin Glover’s Big Box Office Blockbuster
- 2011: 0s & 1s
- 2011: Solicitation (Kurzfilm)
- 2012: The Jesse Miller Show (Fernsehfilm)
- 2013: Dr Awkward (Kurzfilm)
- 2014: Life Partners
- 2014: Dumm und Dümmehr (Dumb and Dumber To)
- 2015: Jurassic World
- 2015: Fun Size Horror: Volume Two
- 2015: Scouts vs. Zombies – Handbuch zur Zombie-Apokalypse (Scouts Guide to the Zombie Apocalypse)
- 2015: Shaq Inq (Fernsehfilm)
- 2015: Truck’d Up (Fernsehfilm)
- 2016: The 4th
- 2016: Jahrhundertfrauen (20th Century Women)
- 2017: The Big Sick
- 2017: Logan Lucky
- 2017: Please Stand By
- 2018: Block Island
- 2019: Itsy Bitsy
- 2019: I Am Woman
- 2020: Lazy Susan
- 2020: Wheels of Fortune
- 2021: Free Guy
- 2021: The Cleaner
- 2021: Night Night
- 2022: Crushed
- 2023: Above the Clouds
- 2023: American Cherry
- 2023: Chris Fleming: Hell
- 2024: Rettet Bikini Bottom: Der Sandy Cheeks Film (Saving Bikini Bottom: The Sandy Cheeks Movie)
- 2024: Carved

### Serien
- 2010: Scrubs – Die Anfänger (Scrubs, Fernsehserie, Episode 9x12)
- 2012: Gayle (Fernsehserie, 2 Episoden)
- 2014: You’re the Worst (Fernsehserie, Episode 1x09)
- 2014: Tim and Eric’s Bedtime Stories (Fernsehserie, Episode 1x02)
- 2014: Royals the Series (Fernsehserie, Episode 1x01)
- 2014: Chasing Life (Fernsehserie, Episode 1x11)
- 2014: Selfie (Fernsehserie, 8 Episoden)
- 2014: Comedy Bang! Bang! (Fernsehserie, 2 Episoden)
- 2015: Ray Donovan (Fernsehserie, Episode 3x05)
- 2015: Bella and the Bulldogs (Fernsehserie, 2 Episoden)
- 2016: New Girl (Fernsehserie, Episode 5x09)
- 2016: Sadie and Emmie (Fernsehserie, Episode 2x10)
- 2016: Angie Tribeca – Sonst nichts! (Fernsehserie, Episode 2x05)
- 2017: Crashing (Fernsehserie, Episode 1x06)
- 2018: Navy CIS (NCIS, Fernsehserie, Episode 15x19)
- 2017–2019: Eine Reihe betrüblicher Ereignisse (A Series of Unfortunate Events, Fernsehserie, 19 Episoden)
- 2017–2019: Stranger Things (Fernsehserie, 3 Episoden)
- 2019–2023: Navy CIS: L.A. (NCIS: Los Angeles, Fernsehserie, 3 Episoden)
- 2020: Monsterland (Fernsehserie, Episode 1x03)
- 2020: Dad (Fernsehserie, 4 Episoden)
- 2021: The Rookie (Fernsehserie, Episode 3x08)
- 2021: Made for Love (Fernsehserie, Episode 1x05)
- 2021: Immoral Compass (Fernsehserie, Episode 1x09)
- 2021–2023: Reservation Dogs (Fernsehserie, 8 Episoden)
- 2023: American Auto (Fernsehserie, Episode 2x05)
- 2024: Fallout (Fernsehserie, Episode 1x04)

## Synchronrollen

### Serien
- 2019–2020: Archibalds große Pläne[2] (Archibald’s Next Big Thing, Fernsehserie, 9 Episoden) als Preston
- 2021: Archibald’s Next Big Thing Is Here (Fernsehserie, 8 Episoden) als Preston